# Maruti Gypsy
Maruti Gypsy − lekki samochód terenowy produkowany przez indyjski koncern Maruti Suzuki na bazie Suzuki Jimny od 1985 roku.
Ten spartański pojazd pozbawiony jest wszelkich "luksusów" takich jak: pasy bezpieczeństwa dla pasażerów podróżujących na tylnych kanapach, wspomagania kierownicy, zagłówki foteli przednich (do 1996 roku), nawet wspomaganie hamulców (do 2000 roku). W egzemplarzach z silnikiem 1,0 próżno szukać także zegarka, radia czy gniazda zapalniczki. Wszystkie mechanizmy sterowane są ręcznie.
Auto charakteryzuje się niezwykłą dzielnością terenową, dzięki zastosowanemu napędowi (2H, 4H, N, 4L) oraz małej masie własnej. Zastosowany reduktor rekompensuje niewielką moc silnika. Zawieszenie świetnie spisujące się w terenie wpływa niestety bardzo ujemnie na komfort jazdy (zastosowano resory piórowe na przedniej osi).